# Vỡ đập Patel
| [Bản đồ tương tác toàn màn hình] |                                                               |
| Vị trí đập Patel                 |                                                               |
|                                  | Biểu đồ hiện đang tạm thời không khả dụng do vấn đề kĩ thuật. |

Sự kiện vỡ đập Patel là sự kiện đập Patel Milmet, gần thị trấn Solai, huyện Nakuru, có vị trí nằm trong Thung lũng Tách giãn Lớn, thuộc phần lãnh thổ của Kenya bị vỡ trong những trận mưa lớn vào ngày 9 tháng 5 năm 2018. Việc vỡ đập Patel gây hậu quả làm thiệt mạng ít nhất 50 người.

## Bối cảnh
Đập Patel là một trong bảy con đập thuộc vùng Mansukul Patel trên khu đất tư nhân của trang trại trồng hoa hồng và kinh doanh Solai Roses, có diện tích 3,500 mẫu Anh (1,416 ha). Công ty này trồng tại đây số lượng lớn hoa nhằm mục đích vận chuyển đến Đức và Hà Lan. Trang trại này vốn có trách nhiệm chính trong công tác bảo trì con đập. Vào ngày 11 tháng 5 năm 2018, Cơ quan Quản lý Tài nguyên Nước của Kenya kết luận rằng không có đập nào được cấp phép hợp pháp và do đó là bất hợp pháp.
Việc mưa với lưu lượng lớn, kể từ tháng 3 đã gây ra lũ lụt lớn ở một số quốc gia châu Phi như Kenya, Ethiopia, Uganda và Somalia và gây ảnh hưởng đến gần một triệu người tại các quốc gia này. Chỉ tính riêng tại Kenya, gần 170 người đã thiệt mạng trong trận lũ khi đập nước bị phá vỡ. Người quản lý nông trại cho biết đã có nhiều cơn mưa dữ dội trong hai ngày trước khi xảy ra sự cố, và hậu quả của những cơn mưa này là xuất hiện dòng nước lũ cuốn theo những tảng đá và rễ, vốn góp phần khiến thành đập bị vỡ.
Koigi Wamwere, một nhà cựu lập pháp ở khu vực này đã lên tiếng phàn nàn về vấn đề rò rỉ và vài vết nứt tại đập Patel chỉ một vài ngày trước khi con đập bị vỡ.

## Vỡ đập
Đập Patel đột ngột vỡ vào tối ngày 9 tháng 5 năm 2018, vào thời điểm mà nhiều gia đình đang dùng bữa tối. Cư dân ở đây cho biết họ nghe một tiếng nổ lớn và ngay sau đó, mọi thứ ngập chìm trong "biển nước". 70 triệu lít (18×106 gal Mỹ) nước bị trào ra, tạo ra một khu vực bị bao phủ bởi nước cao khoảng 1,5 mét (4 ft 11 in) và rộng 500 mét (1.600 ft). Lũ lụt đã tạo thành một chỗ đứt đoạn lớn qua một ngọn đồi, cuốn trôi cột điện, các tòa nhà bị phá hủy (bao gồm một trường học), và nhấn chìm hai ngôi làng. Các ngôi nhà trong bán kính gần 2 km (1,2 mi) cách con đập bị ngập nước và chính quyền cho biết các con số thống kê cho rằng khoảng hơn 2.000 người hiện nay lâm vào tình trạng vô gia cư. Trong số 47 người thiệt mạng đã được xác nhận, có hơn 20 người trong số đó là trẻ em.
Bốn mươi người đã được cứu và đưa đến các bệnh viện do Hội chữ thập đỏ Kenya và các tổ chức cứu trợ địa phương khác điều hành.

## Hậu quả
Bộ trưởng Nội vụ Kenya, ông Fred Matiang'i, đã có chuyến viếng thăm chỉ một ngày sau thảm họa và tuyên bố chính phủ sẽ mở cuộc điều tra về vụ việc này. Có sáu đập khác trong khu vực và công việc ban đầu của cuộc điều tra sẽ tập trung vào việc xác định sự ổn định của các đập khác. Người dân địa phương cho rằng hai trong số các đập còn lại đã có dấu hiệu bị rò rỉ. Matiang'i cũng nói rằng số người chết có thể cao hơn khi các đội cứu hộ có khả năng sẽ tìm được nhiều xác chết hơn từ bùn và các mảnh vụn.
Văn phòng Phối hợp các vấn đề Nhân đạo của Liên hợp quốc cảnh báo rằng lũ lụt làm tăng khả năng vỡ đập, dự kiến sẽ có khả năng tồi tệ hơn khi dự báo mưa lớn sẽ tiếp tục diễn ra Nakuru trong những tuần tới.